# Nuoto ai XVI Giochi del Mediterraneo - 400 metri stile libero maschili

## Record
Prima di questa competizione, il record del mondo (WR) e il record dei Giochi del Mediterraneo (GR) erano i seguenti:
|    | 3'40"08 | Ian Thorpe Australia         | 30 luglio 2002 Manchester, Regno Unito |
| GR | 3'48"79 | Massimiliano Rosolino Italia | 24 giugno 2005 Almería, Spagna         |

Durante l'evento sono stati migliorati i seguenti record:
| Data      | Evento | Atleta           | Nazione | Tempo   | Record |
| --------- | ------ | ---------------- | ------- | ------- | ------ |
| 27 giugno | Finale | Oussama Mellouli | Tunisia | 3'42"71 | GR     |

## Batterie
Sabato 27 giugno, ore 11:45 CEST.
Si sono svolte 3 batterie di qualificazione. I primi 8 atleti si sono qualificati direttamente per la finale. Cesare Sciocchetti non si è qualificato per la finale, in quanto il numero massimo di atleti per nazione è pari a 2.
| #  | Batteria | Corsia | Atleta                | Nazionalità | Tempo   | Note |
| -- | -------- | ------ | --------------------- | ----------- | ------- | ---- |
| 1  | 1        | 3      | Clément Lefert        | Francia     | 3'49"91 | Q    |
| 2  | 2        | 4      | Oussama Mellouli      | Tunisia     | 3'50"85 | Q    |
| 3  | 3        | 5      | Ahmed Mathlouthi      | Tunisia     | 3'50"94 | Q    |
| 4  | 2        | 3      | Marcos Rivera Miranda | Spagna      | 3'51"06 | Q    |
| 5  | 1        | 5      | Cesare Sciocchetti    | Italia      | 3'51"54 |      |
| 6  | 2        | 5      | Samuel Pizzetti       | Italia      | 3'52"09 | Q    |
| 7  | 3        | 4      | Massimiliano Rosolino | Italia      | 3'52"31 | Q    |
| 8  | 3        | 2      | Christos Moutsos      | Grecia      | 3'54"19 | Q    |
| 9  | 1        | 6      | Ioannis Giannoulis    | Grecia      | 3'54"60 | Q    |
| 10 | 3        | 3      | Anthony Pannier       | Francia     | 3'55"07 |      |
| 11 | 2        | 6      | Guillaume Strohmeyer  | Francia     | 3'57"82 |      |
| 12 | 1        | 4      | Nicolas Rostoucher    | Francia     | 3'58"13 |      |
| 13 | 2        | 2      | Sebastien Bodet       | Francia     | 3'58"88 |      |
| 14 | 1        | 2      | Kemal Arda Gurdal     | Turchia     | 4'00"35 |      |
| 15 | 3        | 6      | Javier Nunez Molano   | Spagna      | 4'02"34 |      |
| 16 | 3        | 7      | Jordan Yamine         | Marocco     | 4'11"88 |      |
| 17 | 2        | 7      | Makram Fatoul         | Libano      | 4'18"02 |      |
| 18 | 1        | 7      | Mahmoud Daaboul       | Libano      | 4'33"00 |      |

## Finale
Sabato 27 giugno, ore 18:54 CEST.
| Posizione | Corsia | Atleta                | Paese   | Tempo   | Note |
| --------- | ------ | --------------------- | ------- | ------- | ---- |
|           | 4      | Oussama Mellouli      | Tunisia | 3'42"71 | CR   |
|           | 6      | Samuel Pizzetti       | Italia  | 3'48"37 |      |
|           | 5      | Ahmed Mathlouthi      | Tunisia | 3'49"65 |      |
| 4         | 3      | Marcos Rivera Miranda | Spagna  | 3'50"56 |      |
| 5         | 2      | Massimiliano Rosolino | Italia  | 3'52"29 |      |
| 6         | 1      | Ioannis Giannoulis    | Grecia  | 3'53"88 |      |
| 7         | 7      | Christos Moutsos      | Grecia  | 3'54"69 |      |
| 8         | 8      | Anthony Pannier       | Francia | 3'55"61 |      |